# Faithless Street
Faithless Street è il primo album in studio del gruppo musicale statunitense Whiskeytown, pubblicato nel 1995.

## Tracce
1. Midway Park – 3:19 (Ryan Adams, Skillet Gilmore, Phil Wandscher)
2. Drank Like a River – 2:58 (Ryan Adams, Caitlin Cary, Phil Wandscher)
3. Too Drunk To Dream – 2:41 (Ryan Adams, Robert E. Rickers Jr.)
4. What May Seem Like Love – 3:45 (Phil Wandscher)
5. Faithless Street – 3:55 (Ryan Adams, Caitlin Cary)
6. Mining Town – 2:37 (Ryan Adams)
7. If He Can't Have You – 3:50 (Ryan Adams, Skillet Gilmore)
8. Black Arrow, Bleeding Heart – 2:21 (Ryan Adams)
9. Matrimony – 3:48 (Caitlin Cary, Steve Grothmann)
10. Hard Luck Story – 2:04 (Ryan Adams)
11. Top Dollar – 2:38 (Phil Wandscher)
12. Oklahoma (+ Revenge (traccia nascosta) – 10:46 (Ryan Adams, Phil Wandscher, Eric Gilmore, Steve Grothman, Caitlin Cary/Ryan Adams, Phil Wandscher)

## Reissue
Nel 1998 il disco è stato ripubblicato da Outpost Recordings con l'aggiunta di alcune tracce e l'omissione di una traccia (Oklahoma) rispetto alla versione originale.

### Tracce
1. Midway Park – 3:24 (Ryan Adams, Skillet Gilmore, Phil Wandscher)
2. Drank Like a River – 2:57 (Ryan Adams, Caitlin Cary, Phil Wandscher)
3. Too Drunk To Dream – 2:53 (Ryan Adams, Robert E. Rickers Jr.)
4. Tennessee Square (bonus track) – 2:50 (Ryan Adams)
5. What May Seem Like Love – 3:47 (Phil Wandscher)
6. Faithless Street – 3:55 (Ryan Adams, Caitlin Cary)
7. Mining Town – 2:35 (Ryan Adams)
8. If He Can't Have You – 3:52 (Ryan Adams, Skillet Gilmore)
9. Black Arrow, Bleeding Heart – 2:20 (Ryan Adams)
10. Matrimony – 3:49 (Caitlin Cary, Steve Grothmann)
11. Excuse Me While I Break My Own Heart Tonight (bonus track) – 3:21 (Ryan Adams)
12. Desperate Ain't Lonely (bonus track) – 2:16 (Ryan Adams, Caitlin Cary)
13. Hard Luck Story – 2:07 (Ryan Adams)
14. Top Dollar – 2:39 (Phil Wandscher)
15. Lo-Fi Tennessee Mountain Angel (for Kathy Poindexter) (bonus track) – 4:32 (Ryan Adams, Caitlin Cary)
16. Revenge – 2:43 (Ryan Adams, Phil Wandscher)
17. Empty Baseball Park (Baseball Park Sessions) – 2:55 (Ryan Adams)
18. Here's To The Rest Of The World (Baseball Park Sessions) – 3:08 (Ryan Adams)
19. 16 Days (Baseball Park Sessions) – 3:46 (Ryan Adams)
20. Yesterday's News (Baseball Park Sessions) – 2:53 (Ryan Adams, Phil Wandscher)
21. Factory Girl (Baseball Park Sessions) – 4:50 (Ryan Adams, Phil Wandscher)

## Formazione parziale
- Ryan Adams — chitarra, voce
- Caitlin Cary — violino, voce
- Eric "Skillet" Gilmore — batteria
- Steve Grothmann — basso
- Phil Wandscher — chitarra, voce